# (29525) 1998 AF
1998 أي أف (ويعرف أيضًا باسم (29525) 1998 أي أف وفق تسمية الكوكب الصغير) (بالإنجليزية: 1998 AF)‏ هو كويكب ضمن حزام الكويكبات؛ وترتيبه 29525 من حيث الاكتشاف.
اكتُشف هذا الجُرم الفلكي بواسطة Yasukazu Ikari ‏ في 2 يناير 1998.

## وصلات خارجية
- (29525) 1998 AF في قاعدة بيانات مختبر الدفع النفاث لأجرام النظام الشمسي الصغيرة

- الاكتشاف · مخطط المدار ·  العناصر المدارية · المعلمات المادية

- (29525) 1998 AF على موقع ويكي سكاي: DSS2, SDSS, GALEX, IRAS, Hydrogen α, X-Ray, Astrophoto, Sky Map, Articles and images